# Краснолучский
Краснолу́чский (укр. Краснолуцький) — посёлок, относится к Антрацитовскому району Луганской области Украины. Под контролем самопровозглашённой Луганской Народной Республики.

## География
Соседние населённые пункты: город Красный Луч на западе, посёлки Садовый на юге, Боково-Платово на юго-востоке, город Антрацит на востоке, село Мельниково и посёлок Степовое на северо-востоке, Христофоровка, Курган, Лесное на севере, Зелёный Гай на северо-западе.

## Население
Население по переписи 2001 года составляло 576 человек.

## Общие сведения
Почтовый индекс — 94670. Телефонный код — 6431. Занимает площадь 1,166 км². Код КОАТУУ — 4420383301.

## Местный совет
94670, Луганская обл., Антрацитовский р-н, пос. Краснолучский, ул. Советская, д. 17